# Karl Otto Uhlig

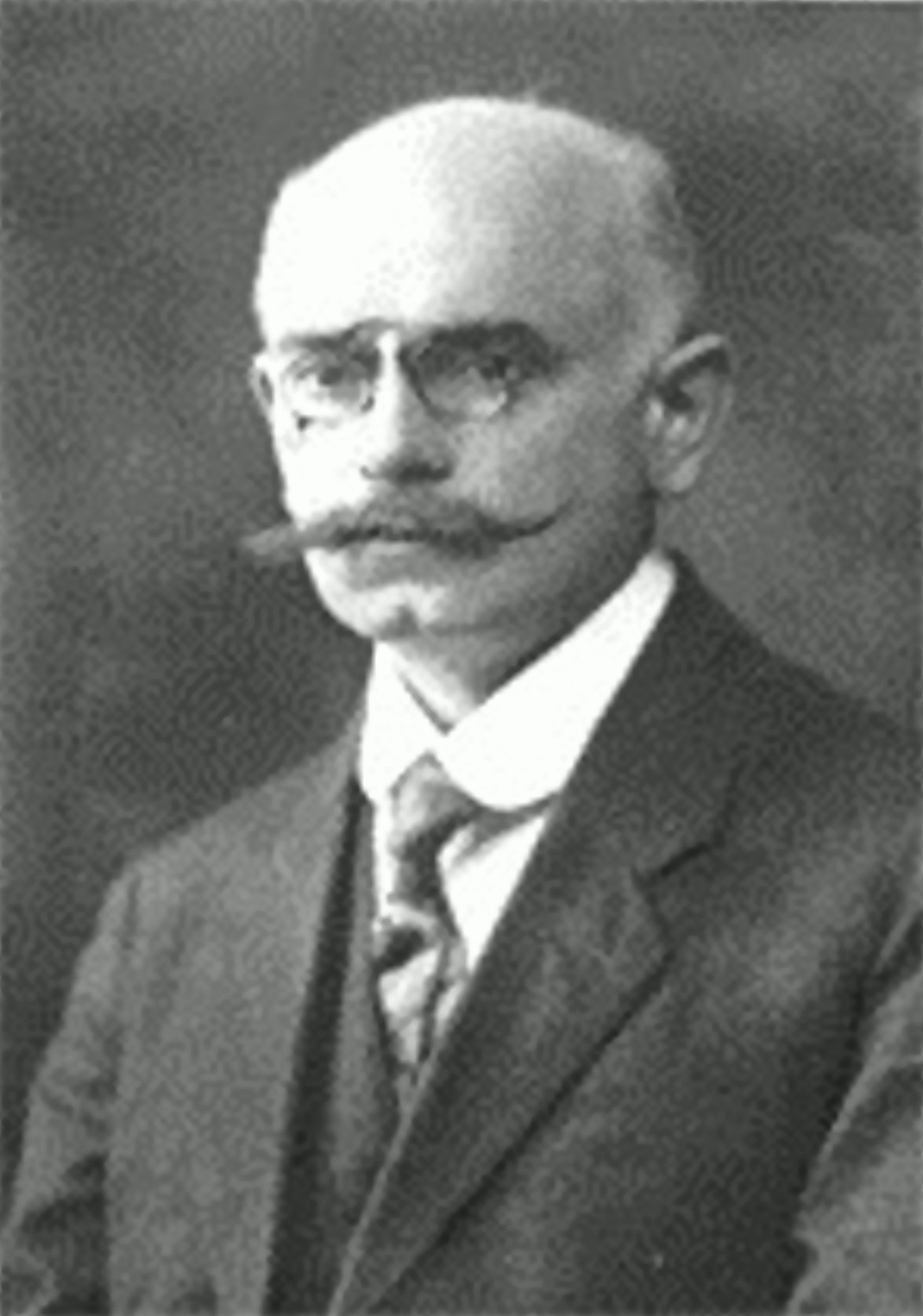
Karl Otto Uhlig, SPD-Politiker, Landtagsabgeordneter, 1919 bis 1920 sächsischer Innenminister, 1920 bis 1933 Erster Bürgermeister von Radeberg

Karl Otto Uhlig (* 12. April 1872 in Neuwelschhufe bei Dresden; † 27. April 1950 in Radebeul) war ein SPD-Politiker, Landtagsabgeordneter und in den Jahren 1919 und 1920 sächsischer Innenminister.

## Leben und Wirken
Der Sohn eines Bergmannes absolvierte eine Lehre als Schriftsetzer und besuchte bis 1890 die Buchdruckerfachschule in Dresden. Schon drei Jahre später wurde er Mitglied des Gauvorstandes des Buchdruckerverbandes in Dresden. Von 1899 bis 1902 gehörte er dem Gemeinderat von Nöthnitz an, ab 1900 außerdem der Zeitungskommission der Sächsischen Arbeiterzeitung. 1902 wurde sein Sohn Otto Uhlig geboren.
1903 bis 1905 war er Vorsitzender der SPD Dresden-Altstadt, 1905 bis 1908 Stadtverordneter in Dresden, danach bis 1913 Redakteur der Zittauer Volkszeitung. Ab 1909 gehörte er dem Sächsischen Landtag an. 1913 bis 1918 war er Landessekretär der SPD Sachsen. Im Jahr 1918 saß Uhlig kurzfristig als Abgeordneter der SPD Bautzen für den Reichstagswahlkreis Königreich Sachsen 3 im Reichstag, danach wurde er Präsident des Landesarbeiter- und -soldatenrates und Redakteur der Dresdner Volkszeitung. Er gründete 1919 die Sächsische Gemeindezeitung. Uhlig war von 1919 bis 1920 Mitglied der Sächsischen Volkskammer. Von März 1919 bis Mai 1920 war er Innenminister im Freistaat Sachsen, gleichzeitig stellvertretender Ministerpräsident und Mitglied des Reichsrats.

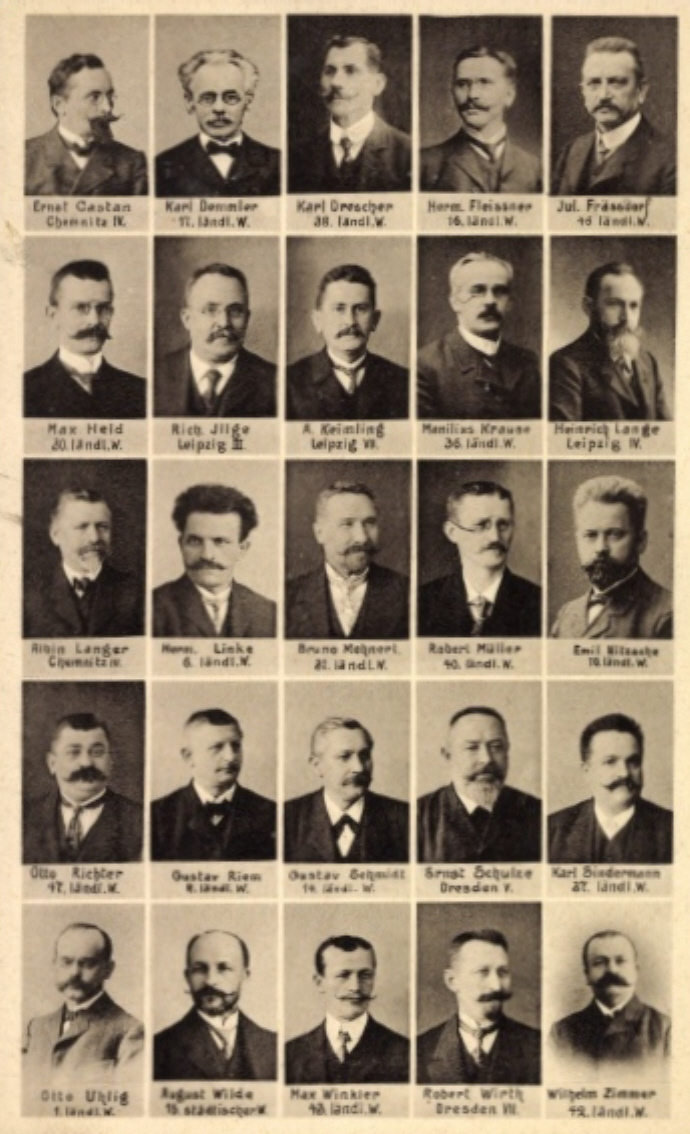
Karl Otto Uhlig (untere Reihe, links) und die anderen Mitglieder der sozialdemokratischen Fraktion des sächsischen Landtags, 1909

Von 1920 bis zu seiner gewaltsamen Amtsenthebung durch die Nationalsozialisten am 9. März 1933 war Uhlig Erster Bürgermeister in Radeberg. Sein Stellvertreter (Zweiter Bürgermeister) ab 1923 war der Jurist Dr. Erich Weise, der ebenfalls am 9. März 1933 in Abwesenheit seines Amtes enthoben wurde. 
Uhlig hatte außerdem zahlreiche weitere Funktionen, unter anderem im Aufsichtsrat des Sächsischen Giroverbandes und als Mitarbeiter des Landeswohlfahrt- und Jugendamtes inne.

## Ehrungen
In Radeberg wurde Uhlig 1948 zum Ehrenbürger ernannt. Hier existiert auch heute noch eine Otto-Uhlig-Straße.

## Werke
- Die Volksschule. Eine Materialsammlung zur Schulreform. Dresden 1913.
- Die letzten Wettiner auf dem sächsischen Königsthron. Hochschul-Verlag, München 1920